# Димитър Грънчаров (офицер)
Полковник Димитър Москов Грънчаров е български офицер, участва във всички войни за национално обединение.

## Семейство
Димитър Грънчаров е брат на генерал Григор Грънчаров - военен инженер и герой от войните. Те са братови синове на известните български революционери Вичо и Сидер Грънчарови..
Димитър Грънчаров е женен за Софка Винарова - придворна дама на цар Фердинанд и дъщеря на Петър Винаров. От брака имат две деца: син Сергей Грънчаров и дъщеря Лили Грънчарова, женена за Георги Мицов.

## Кариера
Завършва военна академия. Участва във всички войни за национално обединение. Служил е в Главното интендантство. Командвал 5-и пехотен полк и 27-и пехотен полк.
Бил е началник на историческото отделение на щаба на действащата армия.
- произведен в чин подпоручик на 18.05.1889 г
- произведен в чин поручик на 02.08.1892 г
- произведен в чин капитан на 01.01.1900 г
- произведен в чин майор на 01.01.1911 г
- произведен в чин подполковник на 01.01.1915 г
- произведен в чин полковник на 30.05.1917 г
Уволнен от действаща военна служба през 1919 г.

## Смърт
Убит е на 16 април 1925 при атентата в църквата „Света Неделя“.